# 1903 no cinema

## Principais filmes estreados
- "The Great Train Robbery" de Edwin Stanton Porter.

## Nascimentos
| Data           | Nome              | Profissão | Nacionalidade  | Observações | Ref |
| -------------- | ----------------- | --------- | -------------- | ----------- | --- |
| 8 de Janeiro   | Robert D. Webb    | cineasta  | Estados Unidos | m. 1990     |     |
| 20 de Março    | Edgar Buchanan    | ator      | Estados Unidos | m. 1979     |     |
| 25 de Junho    | Anne Revere       | atriz     | Estados Unidos | m. 1980     |     |
| 13 de Setembro | Claudette Colbert | atriz     | França         | m. 1996     |     |
| 12 de Dezembro | Yasujiro Ozu      | cineasta  | Japão          | m. 1963     |     |
| 26 de Dezembro | Elisha Cook, Jr.  | ator      | Estados Unidos | m. 1995     |     |
| 7 de Janeiro   | Alan Napier       | ator      | Reino Unido    | m. 1988     |     |

## Mortes
| Data | Nome | Profissão | Nacionalidade | Observações | Ref |
| ---- | ---- | --------- | ------------- | ----------- | --- |